# 呂兆璜
呂兆璜（？—？），號幼漁，是中國清朝官員，江西鉛山縣人，監生出身。可能於光緒十二年（1886年）起在臺北清賦總局任職，後於光緒十五年五月十七日（1889年6月15日）任恆春縣知縣，上任次月便奉飭查造保甲，後因案撤卸。光緒十七年十二月（約1892年1月）調署臺東直隸州知州。
| 前任： 高晉翰 | 恆春縣知縣 1889年上任     | 繼任： 宋維釗 |
| 前任： 宋維釗 | 臺東直隸州知州 1892年上任 | 繼任： 管元善 |